# Epidendrum avicula
Epidendrum avicula (Lindl., 1841), è una pianta della famiglia delle Orchidacee originaria dell'America Meridionale.

## Descrizione
È un'orchidea di piccole dimensioni che cresce epifita, strisciante sugli alberi della foresta tropicale. E. avicula  presenta steli ispessiti, avvolti da guaine basali embricate e distiche, che portano verso la sommità due o tre foglie amplessicauli di forma oblunga o ellittica ad apice acuto.
La fioritura avviene dalla primavera fino all'autunno, mediante un'infiorescenza terminale, racemosa, breve (non più lunga di 12 centimetri) portante numerosi piccoli fiori che non arrivano ad un centimetro di grandezza.

## Distribuzione e habitat
La specie è originaria del Sud America, in particolare di Bolivia, Perù e dello stato brasiliano dell'Amazzonia dove cresce epifita in umide foreste montane, a quote da 500 a 1500 metri sul livello del mare.

## Sinonimi
Lanium avicula (Lindl.) Benth., 1881

Lanium avicula var. longifolia Cogn., 1898

Lanium avicula var. subteretifolia Hoehne, 1912

Lanium ecuadorense Schltr., 1921

## Coltivazione
Questa pianta è bene coltivata su una zattera di legno di felce per assecondare l'abitudine alla crescita vagante, con temperatura calda, luce brillante indiretta e acqua tutto l'anno, è consigliabile tuttavia ridurre temperatura e acqua dopo la fioritura.